# Roch Pinard
Roch Pinard PC (* 26. Juli 1910 in Nicolet, Québec; † 23. April 1974) war ein kanadischer Politiker der Liberalen Partei, der Minister im  17. kanadischen Kabinett von Premierminister Louis Saint-Laurent war.

## Leben
Pinard absolvierte ein Studium der Rechtswissenschaften und nahm nach dessen Beendigung eine Tätigkeit als Rechtsanwalt auf.
Bei der Wahl vom 11. Juni 1945 wurde Pinard als Kandidat der Liberalen Partei erstmals zum Mitglied des Unterhauses gewählt und vertrat in diesem bis zu der Unterhauswahl am 10. Juni 1957 den in Québec gelegenen Wahlkreis Chambly-Rouville. Während seiner Parlamentszugehörigkeit war er zwischen dem 26. Januar und dem 30. April 1949 Vize-Vorsitzender des Ständigen Unterhausausschusses für öffentliche Konten.
Am 14. Oktober 1953 übernahm er sein erstes Regierungsamt und war bis zum 30. Juni 1954 Parlamentarischer Assistent von Lester Pearson, dem Außenminister im 17. kanadischen Kabinett von Premierminister Louis Saint-Laurent. Im Anschluss war er vom 1. Juli 1954 bis zum Ende von Saint-Laurents Amtszeit am 20. Juni 1957 Staatssekretär für Kanada und als solcher auch Leiter der Regierungskanzlei. Zugleich fungierte er zwischen dem 16. August und dem 2. November 1955 als geschäftsführender Postminister.
Nach seinem Ausscheiden aus Regierung und Unterhaus war er wieder als Rechtsanwalt tätig.